# 1972年シカゴ通勤列車衝突事故
1972年シカゴ通勤列車衝突事故（1972ねんシカゴつうきんれっしゃしょうとつじこ）とは、1972年10月30日の朝（曇り）のラッシュアワーで発生した鉄道事故。シカゴ史上最悪の事故の一つである。

## 事故の経過
1972年10月30日の朝、イリノイ・セントラル・ガルフ鉄道の第416列車が、27丁目駅（現在はメトラME線の駅）でオーバーランを起こした。この列車は新規購入されたハイライナー（2階建車両）で編成されていた。運転士は列車をプラットフォームまで後退させる許可を車掌に求め、承諾された。これは、当時鉄道規則で義務付けられていた手旗による列車防護なしで行われた。
不幸なことに、第416列車はオーバーランした際に自動閉塞信号機を通過していた。このため、後続の急行第720列車（重量のある1階建て車両で構成されていた）に対する信号機が進行現示となり、同じ番線に全速で進入できる状態になっていた。
第720列車の運転士は先行列車が後退していることに気づいておらず、気付いた時には手遅れであった。衝突時、急行列車の先頭車両は先行列車の後部車両に食い込み（テレスコーピング現象）、45人が死亡し、332人が負傷した。

## 事故後
事故後、シカゴ地域の多くの通勤車両の最後部や機関車はそれまでより視認性を高くするためオレンジ色と白のストライプに塗装された。